# Fingertang

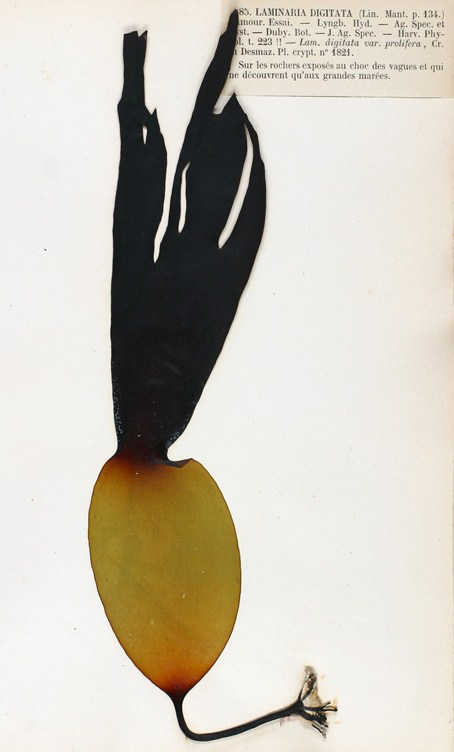
Laubwechsel

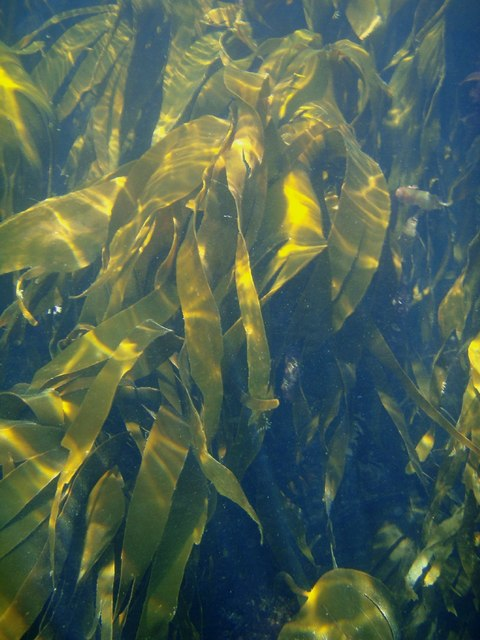
Tangwald aus Fingertang

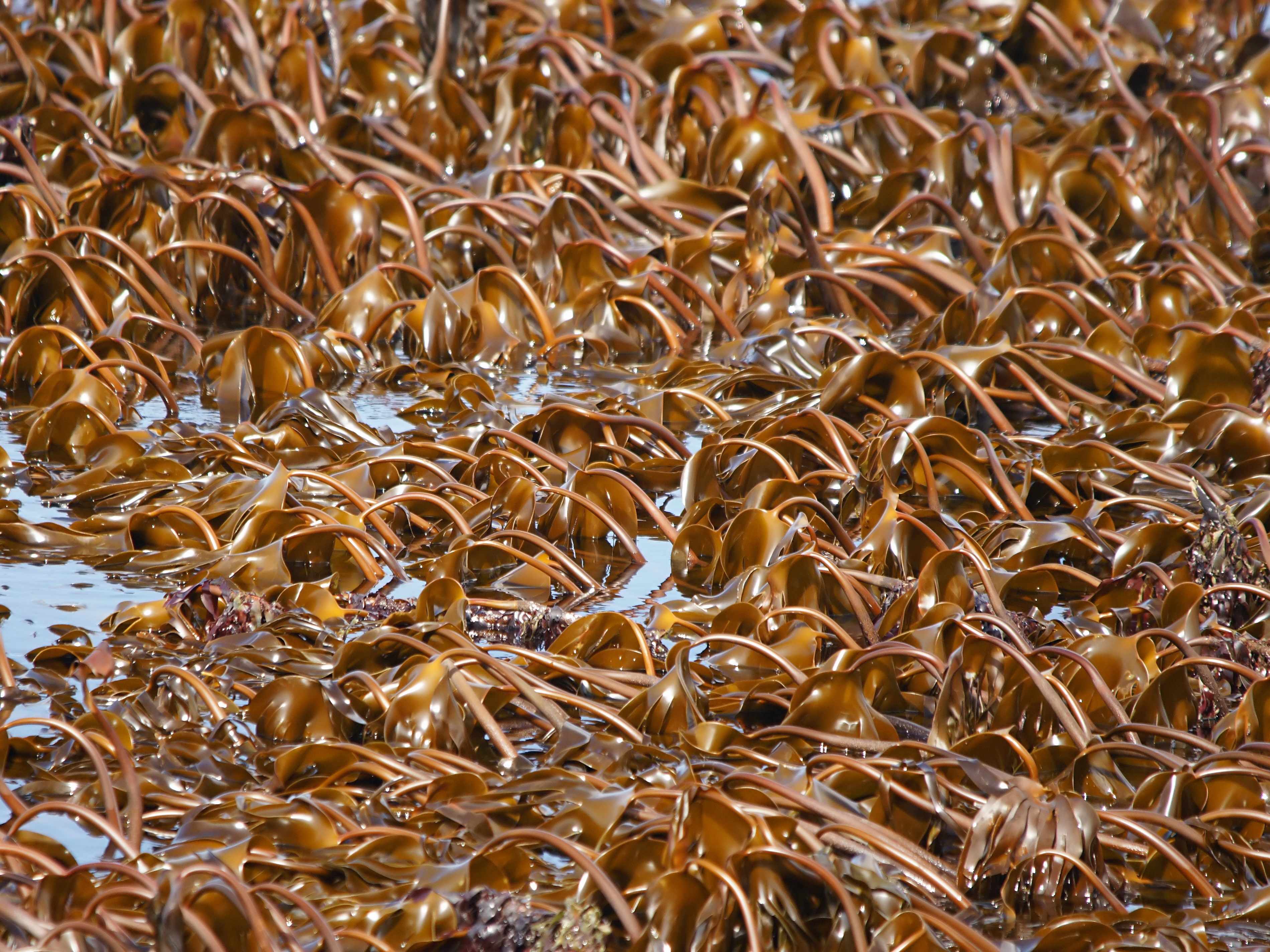
Bestand bei tiefem Niedrigwasser

Der Fingertang (Laminaria digitata) ist eine Braunalgenart aus der Ordnung der Laminariales. Er bildet an den Küsten im Nordatlantik ausgedehnte Bestände (Tangwälder) und kommt auch in der Nordsee und Ostsee vor. Er wird zur Gewinnung von Alginat wirtschaftlich genutzt.

## Beschreibung
Der Fingertang ist ein stattlicher, mehrjähriger Tang von palmenähnlichem Habitus, der mehr als 2 m lang werden kann. Der Sporophyt ist mit einem kräftigen krallenartigen Haftorgan (Rhizoid) am felsigen Untergrund befestigt. Oberhalb davon gliedert sich der Thallus in einen Stiel (Cauloid) und eine blattartige Fläche (Phylloid) und weist differenzierte Gewebe auf.
Der Stiel ist abgeflacht, elastisch und besitzt eine glatte Oberfläche, die meist frei von Epiphyten ist. Die Länge des Stiels erreicht abhängig von der besiedelten Wassertiefe etwa 20 bis 40 cm, sein Durchmesser beträgt etwa 2 cm. Er besteht aus einer Rindenschicht und einem Zentralkörper, in dem echte Leitungsbahnen verlaufen. Das braune bis dunkelbraune, lederartig derbe Phylloid mit einer Länge bis 1,5 m und einer Breite bis 50 cm ist fingerförmig geteilt und verbreitert sich ohne Ausrandung unmittelbar über dem Stiel.
Der Fingertang unterscheidet sich vom ähnlichen Palmentang (Laminaria hyperborea) durch seinen abgeflachten, biegsamen, glatten Stiel sowie die dunklere Blattfläche mit allmählich verbreiterter Blattbasis. Außerdem ist das Rhizoid nicht konisch.

### Laubwechsel
Das Blatt des Fingertangs wird in jedem Jahr erneuert. Bereits im Winter werden dazu die im alten Laub gespeicherten Reservestoffe in die Wachstumszone transportiert. Mit zunehmendem Licht wächst im Frühling von der Blattbasis her ein neues Phylloid heran, dem das vorjährige Blatt noch bis Anfang Mai aufsitzt, während es an den Enden degeneriert.

### Entwicklung
Beim Fingertang tritt ein Generationswechsel mit zwei sehr verschiedenen Generationen auf. Der sichtbare Tang ist der diploide Sporophyt. Von Juni bis Oktober werden auf dem Phylloid in unregelmäßigen dunkleren Flecken (Sori) die schlauchförmigen Sporangien gebildet. In jedem Sporangium entstehen durch Meiose 32 bewegliche Zoosporen. Diese wachsen zum haploiden Gametophyt heran, der aus mikroskopisch kleinen, verzweigten Zellfäden besteht. Ausgelöst durch blaues Licht und niedrige Temperaturen werden hier die Eizellen und Spermatozoiden gebildet. Die Spermatozoiden werden durch das Pheromon Lamoxiren von der Eizelle angelockt. Nach der Befruchtung setzt die Zygote sich fest und keimt zu einem jungen Sporophyten aus. Die Jungpflanzen werden mit zwei oder drei Jahren erstmals fertil.

## Ökologie
Das Wachstumsoptimum des Fingertangs liegt bei (5) 10 bis 17 °C, die Art ist also an kaltgemäßigte Meere angepasst. In den extrem warmen Sommern 2003 und 2006 wurden bei Helgoland keine Meiosporen freigesetzt, obwohl Sori vorhanden waren. Daher wird der vielerorts zu beobachtende Rückgang der Laminarien als Folge der globalen Erwärmung angesehen.
Seeigel der Gattung Strongylocentrotus, die sich nach Überfischung massenhaft vermehrt haben, können ganze Bestände des Fingertangs abfressen und völlig zerstören, so dass nur der nackte Grund übrigbleibt. Auch die Graue Kreiselschnecke (Gibbula cineraria), die Gebänderte Grübchenschnecke (Lacuna vincta) sowie die Assel Idotea granulosa fressen den Fingertang. Da sie die Sori gegenüber den vegetativen Strukturen bevorzugen und auch häufig in Massen vorkommen, können sie die Vermehrung des Fingertangs stark beeinträchtigen.

## Vorkommen
Der Fingertang ist vor den Küsten des Nordatlantik verbreitet. In Europa ist er von Island und Spitzbergen bis nach Spanien und zu den Kanaren zu finden. Er kommt auf geeignetem Substrat auch in der Nordsee und Ostsee vor,  beispielsweise bei Helgoland. Außerdem wächst er vor Grönland und an der Atlantikküste von Nordamerika bis nach Cape Cod.
Er besiedelt das obere Sublitoral und bildet auf felsigem Untergrund dichte Tangwälder, beziehungsweise niedrigere „Tangwiesen“. In der Nordsee wächst er bis 1,5 m Tiefe unterhalb der Niedrigwasserlinie. Bei sehr tiefem Wasserstand können die Bestände auch kurzzeitig frei liegen.

## Systematik
Die Erstbeschreibung des Fingertangs erfolgte 1762 durch William Hudson unter dem Namen Fucus digitatus (In: Flora anglica, S. 474). John Vincent Félix Lamouroux stellte die Art 1813 in die Gattung Laminaria (In:
Essai sur les genres de la famille des thalassiophytes non articulées. Annales du Muséum d’Histoire Naturelle, Paris 20, S. 42). Dies ist die Typusart der Gattung Laminaria (Lectotyp).
Synonyme für Laminaria digitata (Huds.) J. V. Lamouroux sind Fucus digitatus Huds., Gigantea digitata (Huds.) Stackhouse, Hafgygia digitata (Huds.) Kützing und Saccharina digitata (Huds.) Kuntze. Als weitere Synonyme gelten Laminaria apoda Postels & Ruprecht, Laminaria conica Bory de Saint-Vincent, Laminaria cucullata (Le Jolis) Foslie, Laminaria ensifolia Kützing, Laminaria flexicaulis Le Jolis, Laminaria intermedia Foslie, Laminaria latifolia C. Agardh, Laminaria phycodendron de la Pylaie sowie Laminaria stenophylla (Harvey) J. Agardh.
Laminaria digitata gehört zur Familie Laminariaceae innerhalb der Ordnung der Laminariales.

## Nutzung
Früher wurden die angespülten oder bei Niedrigwasser geernteten Tange als Dünger verwendet. Im Mittelalter war die Veraschung der Algen (Kelp) von wirtschaftlicher Bedeutung, um daraus Alkalien zu gewinnen, welche für die Seifen- und Glasherstellung benötigt wurden. Später kam die Tangveraschung noch einmal zur Erzeugung von Iod zur Blüte. Der Iod-Gehalt des Fingertangs beträgt 0,25 bis 5 % der Trockenmasse.
Heute wird Fingertang in Frankreich (Bretagne) zur Produktion von Alginat geerntet. Für das Jahr 2005 wird eine Erntemenge von 75.000 t angegeben.
In Irland und Frankreich wird Fingertang auch in geringerem Umfang zur Herstellung von Tang-Gemüse genutzt. Der Gehalt an Mineralien und Spurenelementen, insbesondere Kalium (0,116 mg pro g Trockengewicht) und Calcium (10,05 mg pro g Trockengewicht) ist höher als bei den meisten essbaren Landpflanzen. Der Proteingehalt ist mit 8 bis 15 % der Trockenmasse jedoch relativ niedrig.
In der Gynäkologie wurden früher Laminariastifte aus Fingertang als Dilator verwendet.